# Hans Günther (Slawist)

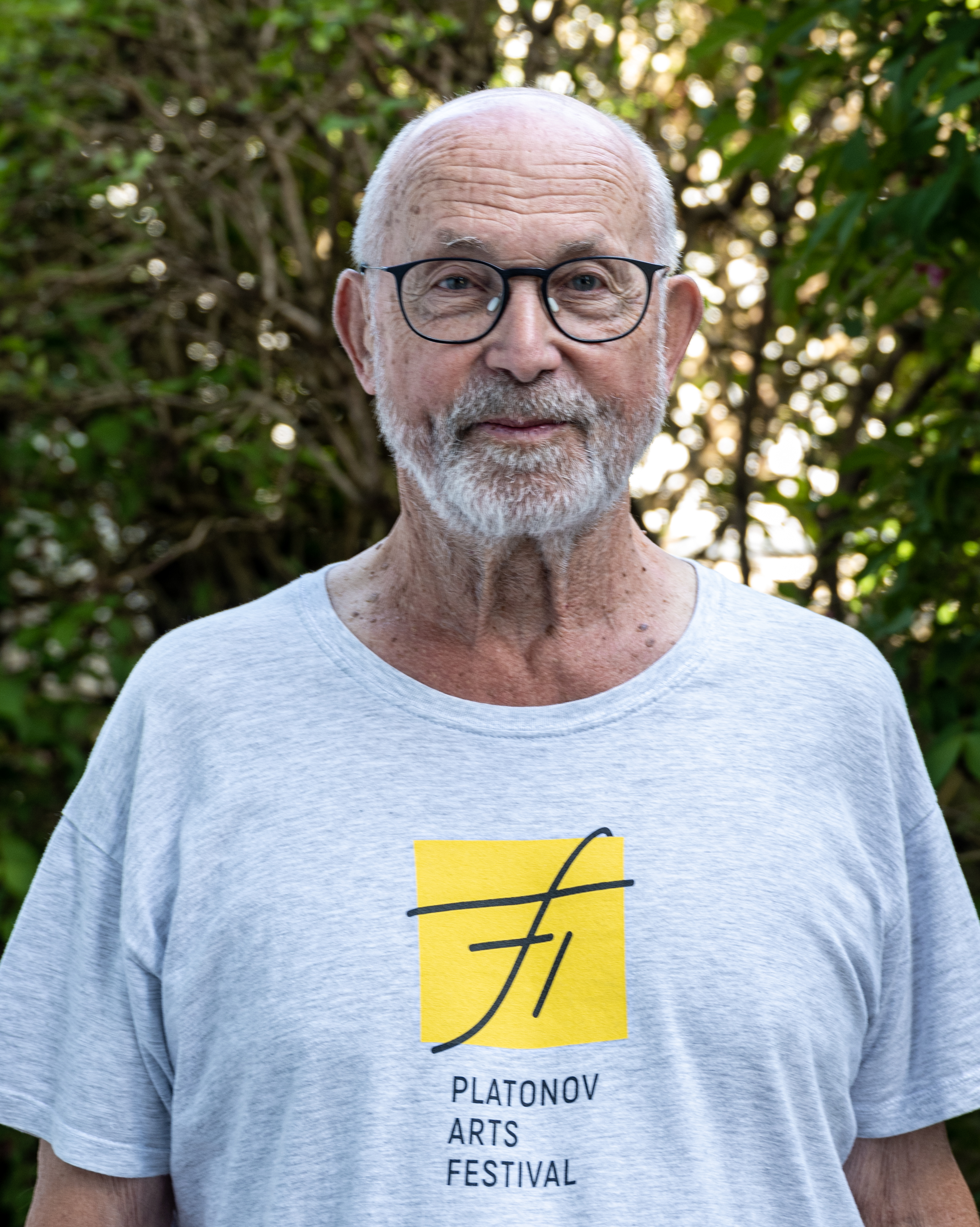
Hans Günther, 2022

Hans Günther (* 1941 in Łódź) ist ein deutscher Slawist und Literaturwissenschaftler.

## Leben
1960 legte er das Abitur am Leibniz-Realgymnasium in Frankfurt a. M./Höchst ab. 1961 begann er ein Studium der Slawistik, Osteuropäischen Geschichte und Philosophie an den Universitäten Frankfurt, Kiel, Belgrad und München, das er 1967 mit einer Promotion an der LMU München abschloss. Zwischen 1969 und 1971 war er Lektor für Russisch an der Universität Düsseldorf, von 1971 bis 1974 Assistent am Seminar für Slawische Philologie der Ruhr-Universität Bochum. 1974 erfolgte die Habilitation. 1977 wurde er zum Privatdozenten ernannt, 1978 zum außerplanmäßigen Professor. Ab 1977 führte er längere Forschungsaufenthalte in Moskau durch. Ab 1979 vertrat er eine C4-Stelle an der Universität Bielefeld, 1980 wurde er dort auf eine C4-Professur für Slawistische Literaturwissenschaft berufen. Nach seiner Emeritierung 2006 lief die Bielefelder Slawistik aus.
Günther verfasste mehrere Standardwerke zur russischen Literatur des 20. Jahrhunderts, unter anderem zu Maxim Gorki, Andrei Platonow und der Literatur des Sozialistischen Realismus in der Sowjetunion.

## Schriften
- 1968: Das Groteske bei N. V. Gogol’. Formen und Funktionen, Slavistische Beiträge; 34. München: Sagner.
- 1973: Struktur als Prozess. Studien zur Ästhetik und Literaturtheorie des tschechischen Strukturalismus. München: Fink.
- 1973: (mit Karla Ortrud Hielscher): Marxismus und Formalismus. Dokumente einer literaturtheoretischen Kontroverse, München: Hanser ISBN 3446117105
- 1984: Die Verstaatlichung der Literatur. Entstehung und Funktionsweise des sozialistisch-realistischen Kanons in der sowjetischen Literatur der 30er Jahre. Studien zur allgemeinen und vergleichenden Literaturwissenschaft; 26. Stuttgart: Metzler, ISBN 978-3-476-00558-8
- 1993: Der sozialistische Übermensch. M. Gor’kij und der sowjetische Heldenmythos. Stuttgart, 1993, Metzler, ISBN 978-3-476-00901-2
- 2016: Andrej Platonow. Leben Werk Wirkung. Suhrkamp Verlag, Berlin, 2016, ISBN 978-3-518-46737-4
- 2020: Revolution und Melancholie. Andrej Platonovs Prosa der 1920er Jahre. Frank & Timme, Berlin 2020,  ISBN 978-3-7329-9298-0